# Blockout
Blockout — видеоигра-головоломка, которая была разработана в Польше Александром Устачевским и Мирославом Заблоцким и опубликована в 1989 году компанией California Dreams.

## Игровой процесс
Игра является логическим продолжением Тетриса в трёхмерном пространстве. В обычном Тетрисе игрок манипулирует набором тетрамино, которые попадают в двумерную яму (если смотреть сбоку). Цель игры — заполнить как можно больше полных строк блоками тетрамино, не достигнув верхней части экрана. Если строка уже заполнена полностью — она исчезает, и счёт игрока увеличивается. Плохая игра приводит к неполным строкам: эти строки не исчезают, давая игроку меньше места и меньше времени для заполнения остальных строк. Также в Blockout игрок манипулирует набором поликубов, которые попадают в трёхмерную яму (если смотреть сверху; фигуры появляются на переднем плане и падают). Фигуры можно вращать вокруг всех трёх осей, перемещать по горизонтали и по вертикали. Цель состоит в том, чтобы сформировать полный слой.

### Наборы блоков
Плоские

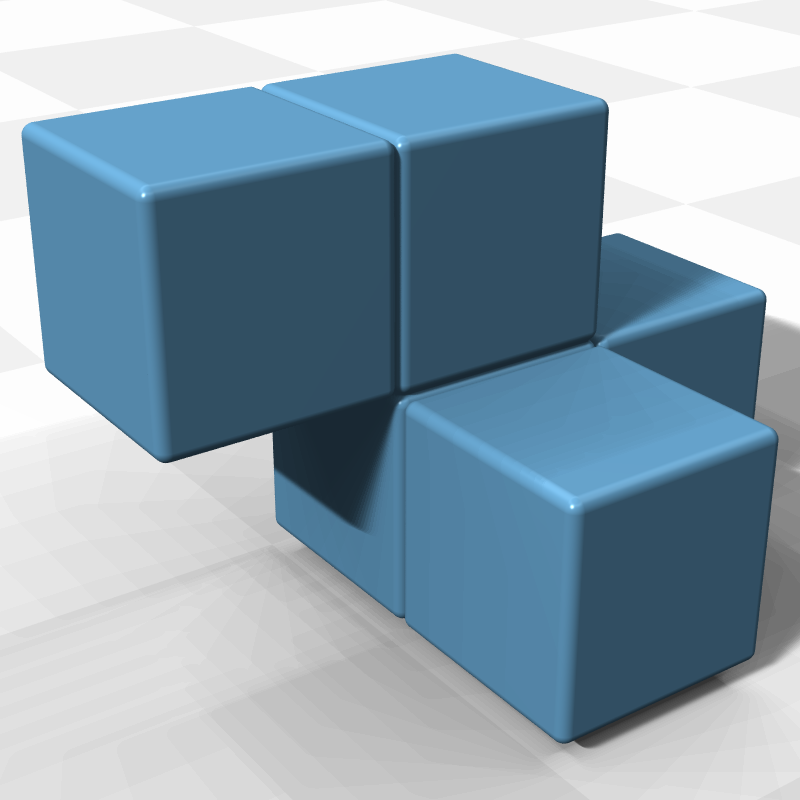
Пентакуб

Набор плоских блоков состоит из поликубов, которые укладываются в один слой.
Базовые
Базовый комплект блоков состоит из семи поликубов:
- L-трикуб;
- T-тетракуб: ряд из трёх блоков с одним добавленным ниже центра;
- L-тетракуб: ряд из трёх блоков с одним добавленным ниже слева;
- S-тетракуб: изогнутые тетрамино с блоком, размещённым сбоку, на внешней стороне;
- тетракуб «левый винт»;
- тетракуб «правый винт».

Расширенные
Расширенный набор блоков состоит из всех n-поликубов вплоть до n = 5. Это набор блоков с 41 членом, состоящий из одного куба, двух кубов вместе, двух трикубов, 8 тетракубов и 29 пентакубов.

### Режимы игры
Игра позволяет игроку выбрать набор блоков и размер ямы. Ямы можно выбирать в диапазоне от 3×3×6 до 7×7×18, что в целом составляет 195 возможных вариантов (считая, например, 3×5×6 и 5×3×6 как идентичные). Доступны три комплекта блоков — плоские, основные и расширенные — в целом 585 возможных режимов игры.
В «Главном меню» игроку рекомендуется три из возможных 585 конфигураций. Они называются «Flat Fun», «Mania 3D» (3D мания) и «Out of Control» (Вне контроля). Другие особенности игры включают в себя:
Демонстрационный режим: запрограммированный бот, который хорошо играет в любом режиме игры.
Режим практики: режим, где фигуры не падают вниз со временем. Игрок может управлять фигурами так долго, как ему нравится, прежде чем поставить их на соответствующее место. Это очень полезно для начинающих.

## Восприятие
The New York Times рассмотрел игру в статье об обучающем программном обеспечении для математики, написав, что Blockout «не претендует на то, чтобы быть учебным, но и навыки, необходимые для того, чтобы овладеть ею, не связаны с математикой, в частности с геометрией». В исследовании 1993 года нашли доказательства того, что игра Blockout улучшила пространственное мышление детей от 10- до 14-летнего возраста.

## Лучшие результаты
В Зале Славы  записаны десять лучших оценок в каждой из 585 конфигураций. Результаты могут быть представлены на сайте, а база данных лучших результатов обновляется примерно раз в год. Чемпионат мира проводится каждый год в Германии, как правило, в Ингольштадте, в ноябре. Существует также новая  онлайн база данных лучших результатов. Игроки могут загружать не только свой высший балл, но и всю свою игру, и смотреть повторы других. Это позволяет игрокам наблюдать за игрой и техникой укладки других игроков, а также выявлять возможные поддельные высокие баллы.